# Pave Konon
Konon (ca. 630 – 21. september 687) var pave fra 21. oktober 686 til sin død i 687. Han blev pave som følge at et kompromis, da der var en konflikt mellem det romerske militær og gejstligheden. Ved sin død blev han begravet i Peterskirken.

## Liv
Konon var tilsyneladende søn af en officer i den thrakiske hær. Han blev uddannet på Sicilien og blev ordineret præst i Rom. Han har muligvis været blandt de sicilianske gejstlige i Rom, da det islamiske kalifat angreb Sicilien i midten 600-tallet. På grund af hans alder og simple karakter valgte de gejstlige og hæren i Rom ham som deres respektive kandidater til pavevalget. Han blev konsekreret den 21. oktober 686, efter at der var sendt bud til eksarkatet i Ravenna om hans valg, eller efter at det var blevet bekræftet af ham.
Han modtog den irske missionær Sankt Kilian og hans følgere som gæster, og han udnævnte Kilian til biskop. Han bad dem efterfølgende om at prædike i Franken. Justinian 2. var positivt indstillet overfor Konon og informerede ham om, at han havde modtaget retsakterne fra det 6. økumeniske koncil. Kejseren skrev, at det var hans hensigt at efterleve disse.